# Johann Deisenhofer
Johann Deisenhofer (født 30. september 1943) er en tysk biokemiker, der modtog nobelprisen i kemi i 1988 sammen med Hartmut Michel og Robert Huber for deres bestemmelse af den første krystalstruktur i et integralt membranprotein, et membranbundent kompleks af proteiner og cofaktorer der er essentielle i fotosyntese.